# Kouvola
Kouvola is een gemeente en stad in het zuidoosten van Finland. Het is het bestuurscentrum en sinds 2009 de grootste gemeente van het landschap Kymenlaakso. De gemeente telt 79.429 inwoners (2022), waarvan ongeveer een derde in de eigenlijke stad woont. De stad is gelegen aan de Kymijoki en is een belangrijk spoorwegknooppunt.
De gemeente Kouvola werd in 2009 uitgebreid met de steden Anjalankoski en Kuusankoski en de gemeenten Valkeala, Jaala en Elimäki, waarmee het inwonertal werd verdrievoudigd. De gemeente beslaat sindsdien de helft van de oppervlakte van Kymenlaakso.

## Geboren
- Heikki Hasu (1926-2025), wintersporter
- Juhani Aaltonen (1935), fluitist en saxofonist
- Frans Lit (1966), kunstenaar
- Ville Nousiainen (1983), langlaufer
- Roope Tonteri (1992), snowboarder

## Overleden
- Tonmi Lillman (1973-2012), Finse muzikant en voormalig drummer van Lordi

Hamina · Iitti · Kotka · Kouvola · Miehikkälä · Pyhtää · Virolahti
Voormalige gemeenten:
Anjala · Anjalankoski · Elimäki· Haapasari · Jaala · Karhula · Kuusankoski · Kymi · Sippola · Suursaari · Tytärsaari · Valkeala · Vehkalahti